# Halsten svéd király

Halsten Stenkilsson († 1084) svéd király 1067-től 1070-ig, illetve 1079-től haláláig.

## Élete

### Ifjúkora
Stenkil Ragnwaldsson király fiaként született. 

### Első uralkodása
1067-ben lépett a trónra. Halsten I. Inge király fontos támogatója volt, akivel feltehetőleg együtt is kormányzott.
Uralkodásáról keveset tudunk. Brémai Ádám beszámolója szerint a trón két várományosának halála után választották őt királlyá, de hamarosan újra letették a trónról. 

### Második uralkodása
Azt, hogy Ingével együtt uralkodott volna, egy pápai levél erősíti meg, mely 1081-ből származik, és VII. Gergely írta. Ebben a levélben a pápa A és I kezdőbetűvel nevezi meg Västergötland két királyát (rege wisigothorum). Társuralkodói helyzetéről a Hervarar saga is beszámol. 
Részlet a Hervarar sagából:

„Hallsteinn hét sonr Steinkels konungs, bróðir Inga konungs, er konungr var með Inga konungi, bróður sínum. Synir Hallsteins váru þeir Philippus ok Ingi, er konungdóm tóku í Svíþjóð eptir Inga konung gamla.

Hallsteinn volt neve Steinkel fiának, ki Inge fivére mellett és vele uralkodott. Hallsteinn fiait pedig Fülöpnek és Ingének hívták, akik Idős Ingét követték Svédország trónján.”

A kor beszámolói szerint a király jó kedélyű, udvarias és igazságos volt. A svédek ezért sokáig gyászolták halálát. 
Halálának pontos dátuma ismeretlen. Talán 1084 körül fejezhette be életét.

## Családja
Ismeretlen nevű feleségétől két gyermeke ismert: 
- Fülöp, aki 1118-ban halt meg, valamint
- II. Inge, a későbbi király

## Fordítás
- Ez a szócikk részben vagy egészben  az   Inge I of Sweden című angol Wikipédia-szócikk ezen változatának fordításán alapul.  Az eredeti cikk szerkesztőit annak laptörténete sorolja fel. Ez a jelzés csupán a megfogalmazás eredetét és a szerzői jogokat jelzi, nem szolgál a cikkben szereplő információk forrásmegjelöléseként.

## Külső hivatkozások
- Bengans historiasidor (svéd nyelven). Wadbring.com